# Tica (Äquatorialguinea)
Tica (auch: Punta Tika) ist ein Ort im Nordwesten des Festlandteils von Äquatorialguinea. Sie gehört administrativ zur Provinz Litoral.

## Geographie
Der Ort liegt an der Atlantik-Küste im nordwestlichen Zipfel im Festlandteil von Äquatorialguinea, auf der Landzunge, die der Río Campo bildet. Im Umkreis liegen die Siedlungen Beningo, London und im Süden Idolo an der Punta Tica.

## Klima
Nach dem Köppen-Geiger-System zeichnet sich Tica durch ein tropisches Klima mit der Kurzbezeichnung Am aus.